# Mesohippus
Mesohippus (in greco: μεσο/meso che significa "mezzo" e ιππος/hippos che significa "cavallo") è un genere estinto di cavallo primordiale. Visse circa 40-30 milioni di anni fa, dal tardo Eocene alla metà dell'Oligocene. Come molti cavalli fossili, il Mesohippus visse prevalentemente nel Nord America.

## Descrizione
Mesohippus aveva le gambe più lunghe rispetto al suo predecessore Eohippus, che arrivavano ai 60 cm di altezza; inoltre, aveva perso un dito del piede e rimase prevalentemente sul dito medio, anche se si presume che usasse gli altri due. Il muso di Mesohippus era più lungo e più grande dei precedenti equidi ed aveva una piccola fossa facciale sul cranio; il suo cervello era molto simile a quello dei cavalli moderni. Gli occhi erano rotondi ed erano più ampi e posizionati più indietro rispetto a Eohippus. Ci sono diversi tipi di cavalli in base alla loro evoluzione
A differenza dei suoi antenati, la dentatura conteneva un'unica lacuna dietro i denti anteriori; inoltre, l'evoluzione gli aveva portato un'altra rettifica per ciascuna arcata, per un totale di sei denti sia superiori che inferiori. Il Mesohippus era un animale vegetariano, che si cibava di ramoscelli teneri e frutta.